# Boc (atuell)

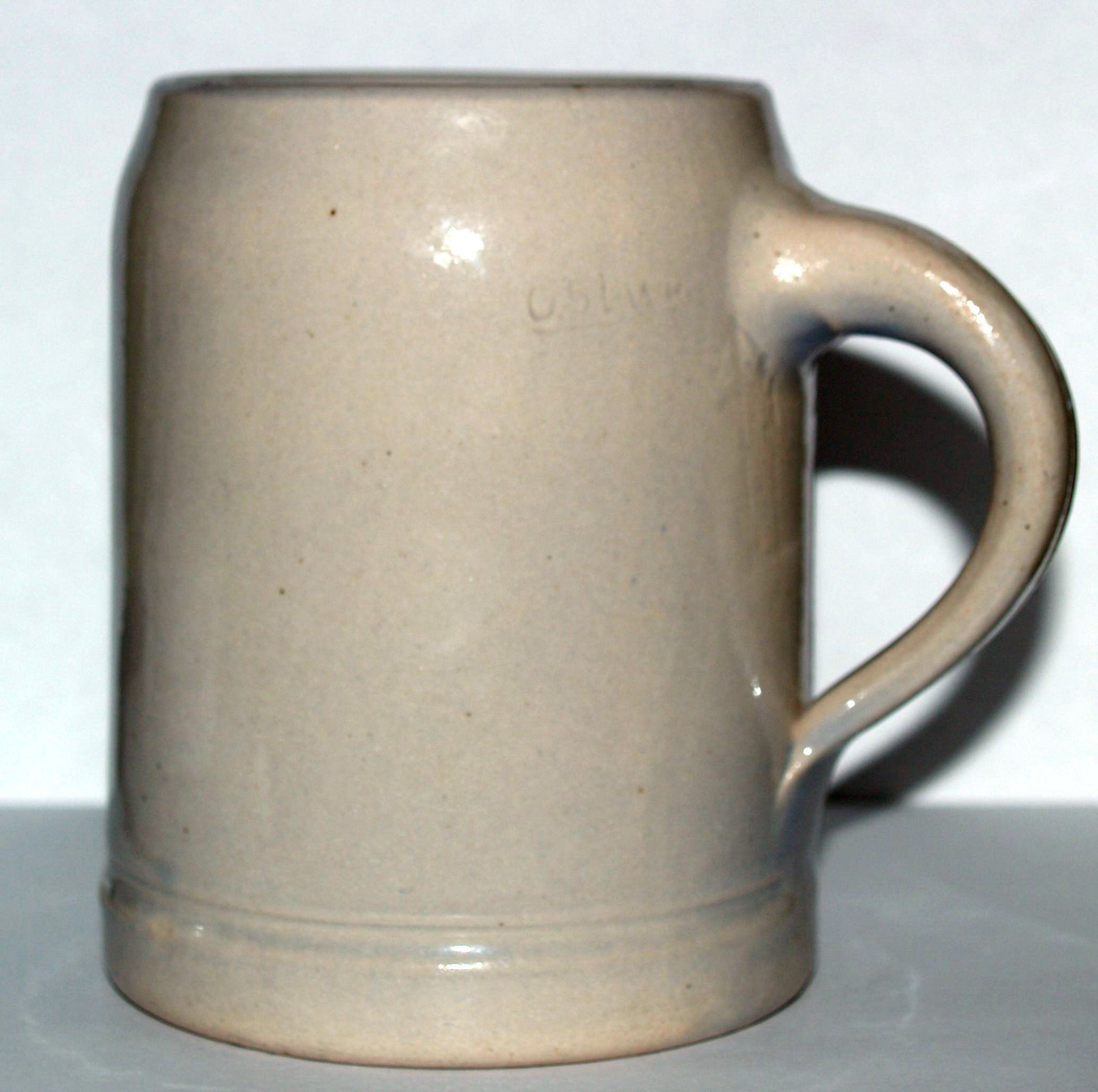
Un boc de cervesa alemany de mig litre, del format més simple.

El boc és un tipus de got relacionat amb el consum de la cervesa, i normalment amb un volum de mig litre. És similar al xop, amb la diferència que aquest últim té una capacitat d'un quart de litre, aproximadament. També s'usa, el terme gerra. Sol tenir forma cilíndrica o lleugerament troncocònica (amb la base més gran que la boca), o boteruda, i tenir una nansa, i pot ser de fang, vidre, metall o fusta. Pot venir amb tapa articulada o sense.
Sense tenir en compte la capacitat de l'atuell, els equivalents del boc tenen una llarga tradició a Irlanda i Gran Bretanya, els països de parla alemanya, d'Europa del Nord i d'Europa de l'Est, on existeix també una llarga tradició cervesera. A diferents països rep diferents noms. En aquests països els xops o bocs solen tenir capacitat per mig litre, com a mínim.

## Etimologia

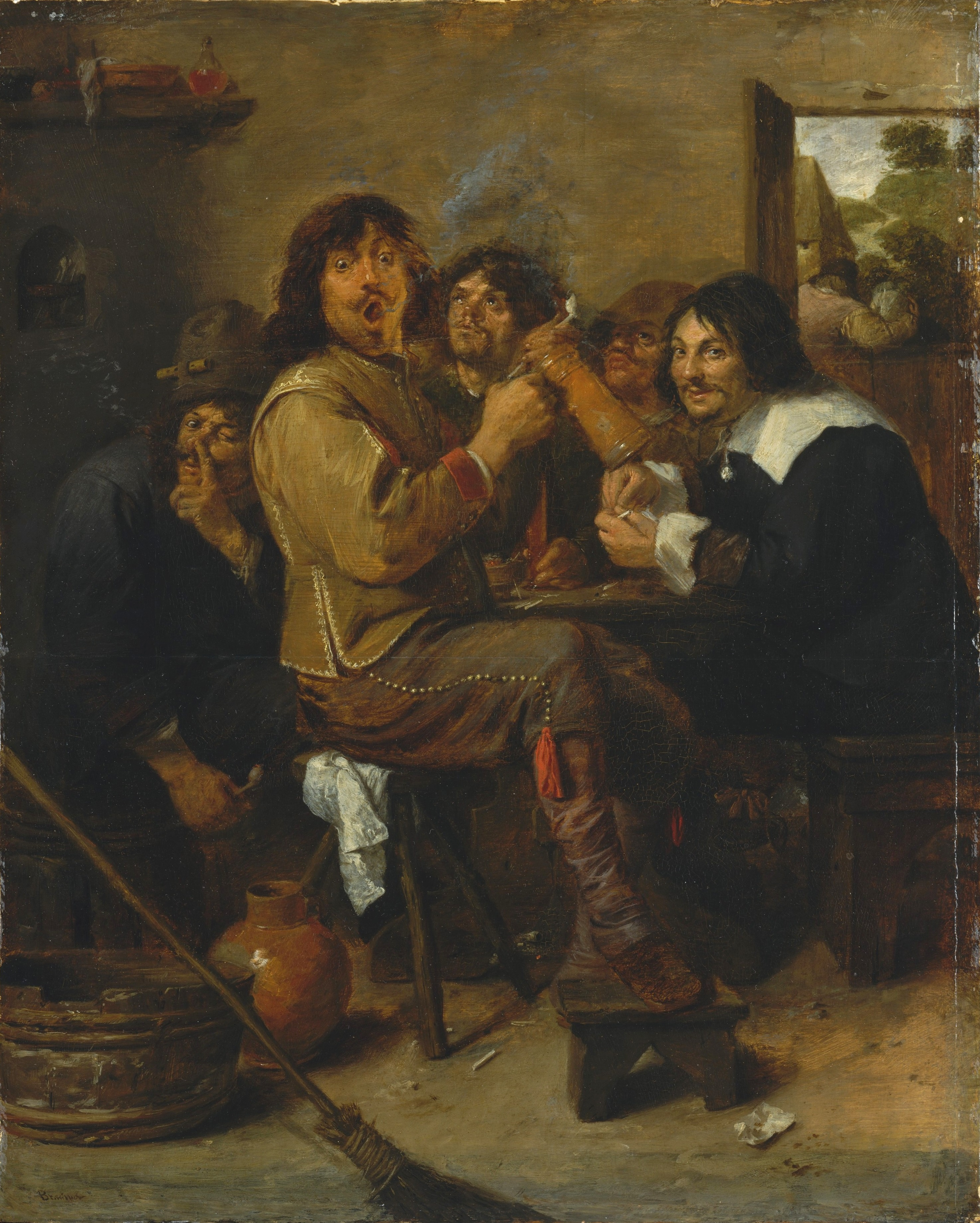
"Els fumadors" (1637), d'Adriaen Brouwer, pintor neerlandès del segle XVII

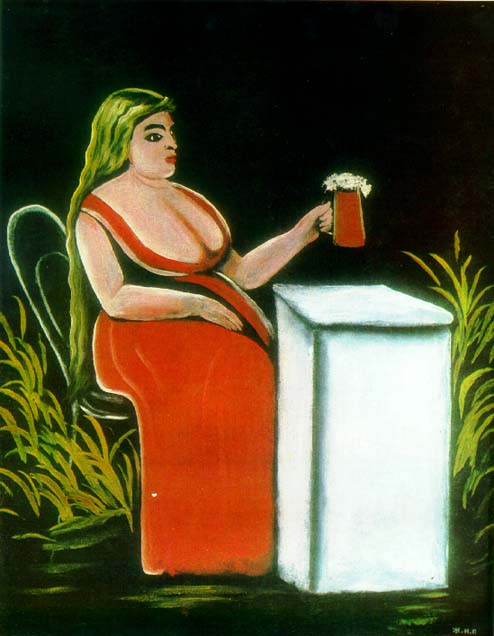
"Dona amb un boc de cervesa" (vers 1900-1910), del famós pintor primitivista georgià, Niko Pirosmani.

La paraula "boc" deriva de l'alemany "Bock", com a apòcope de "Bockbier", un tipus de cervesa forta (però no un recipient). Possiblement ens arriba a través del francès.
Per altra banda, la paraula "xop" deriva del francès "la chope" (amb una sola 'p', got cilíndric per a cervesa, a vegades amb tapa), que al seu torn ve de la paraula alsaciana "der Schoppe" (got per a cervesa) i alemanya "der Schoppe" (unitat de mesura d'un quart de litre, i per extensió, un quart de litre de vi o cervesa), relacionat amb el verb "schoppen" (poar).

## El nom en altres idiomes
Tot i que les nostres paraules per definir un "got per a cervesa" tenen el seu origen en l'alemany, els termes són completament diferents en aquella llengua. Als països de parla alemanya, aquest tipus de got rep els noms de: Krug, Bierkrug, Steinkrug (m), Humpen (m), Bierseidel (n), Henkel (m, usat a Berlín), Halber (usat al nord d'Alemanya), Walzenkrug (històric, de ceràmica), Maß o Maßkrug (usat a Baviera, amb capacitat per 1 litre), etc.
En neerlandès s'anomena bierpul o simplement pul, i també pulfles o bierkan, mentre que en danès i en noruec (norsk bokmal) s'anomena ølglas i ølglass, respectivament (tots dos amb el sentit de 'got per a cervesa').
En anglès es diu tankard, beer stein (als EUA), pint jug (que indica una gerra amb la mesura específica d'una pinta), o beer mug.
En ucraïnès, aquests recipients s'anomenen кухоль (kúkhol), en polonès kufel, en belarús, куфаль (kúfal) o пiўны кубак (piuný kúbak), en rus, пивная кружка (pivnàia krujka), en txec, pivní džbán, o també půllitr (si és de mig litre) o tuplák (si és d'un litre o més), etc.
En castellà el boc es diu tanque o jarra. Els d'un quart de litre de capacitat es diuen bock. L'italià també té la seva pròpia paraula per aquest tipus de got: boccale, del qual ve la paraula sèrbia "бокал" (bokal).

## Galeria d'imatges

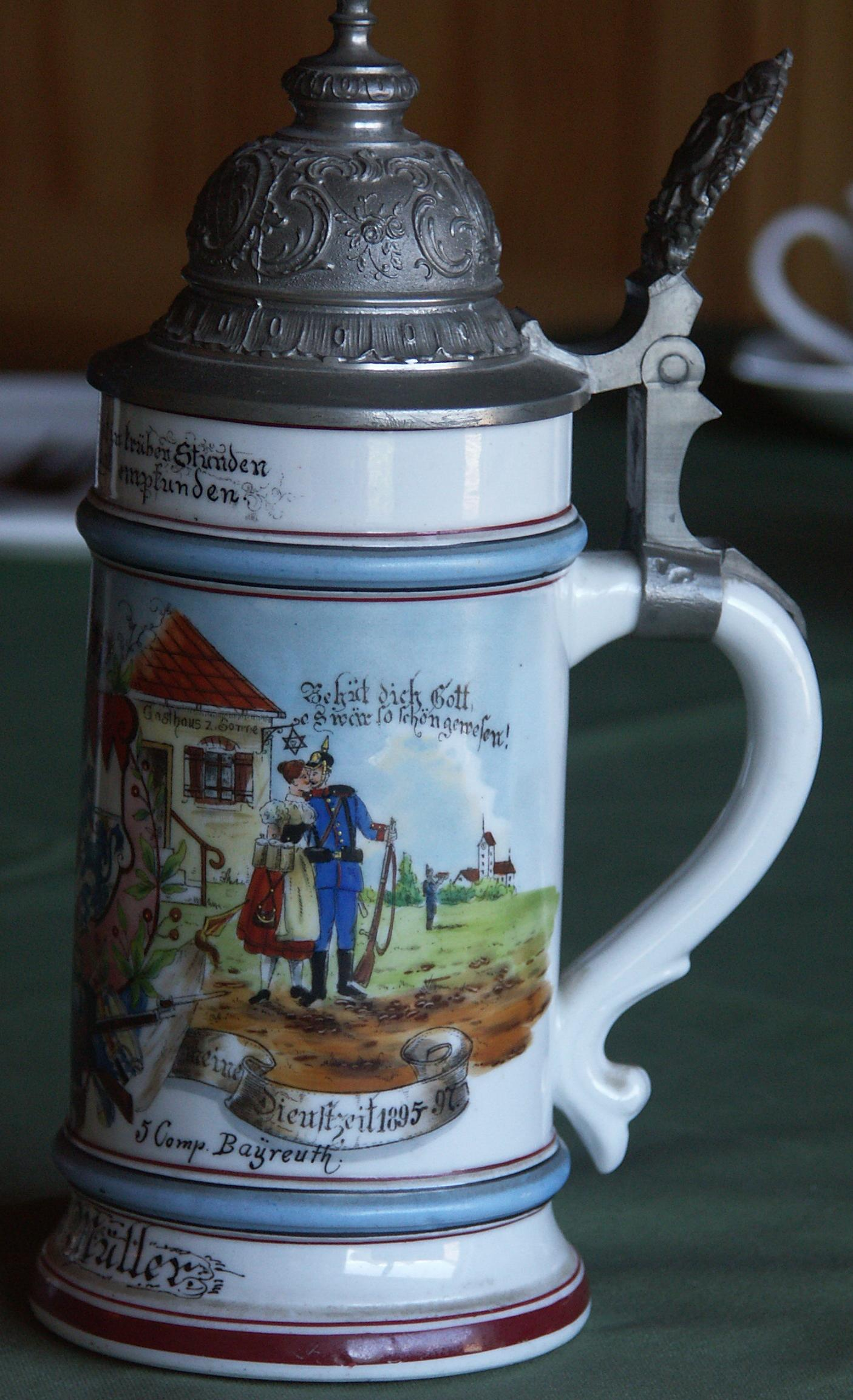
Boc alemany pertanyent a un militar del segle xix.
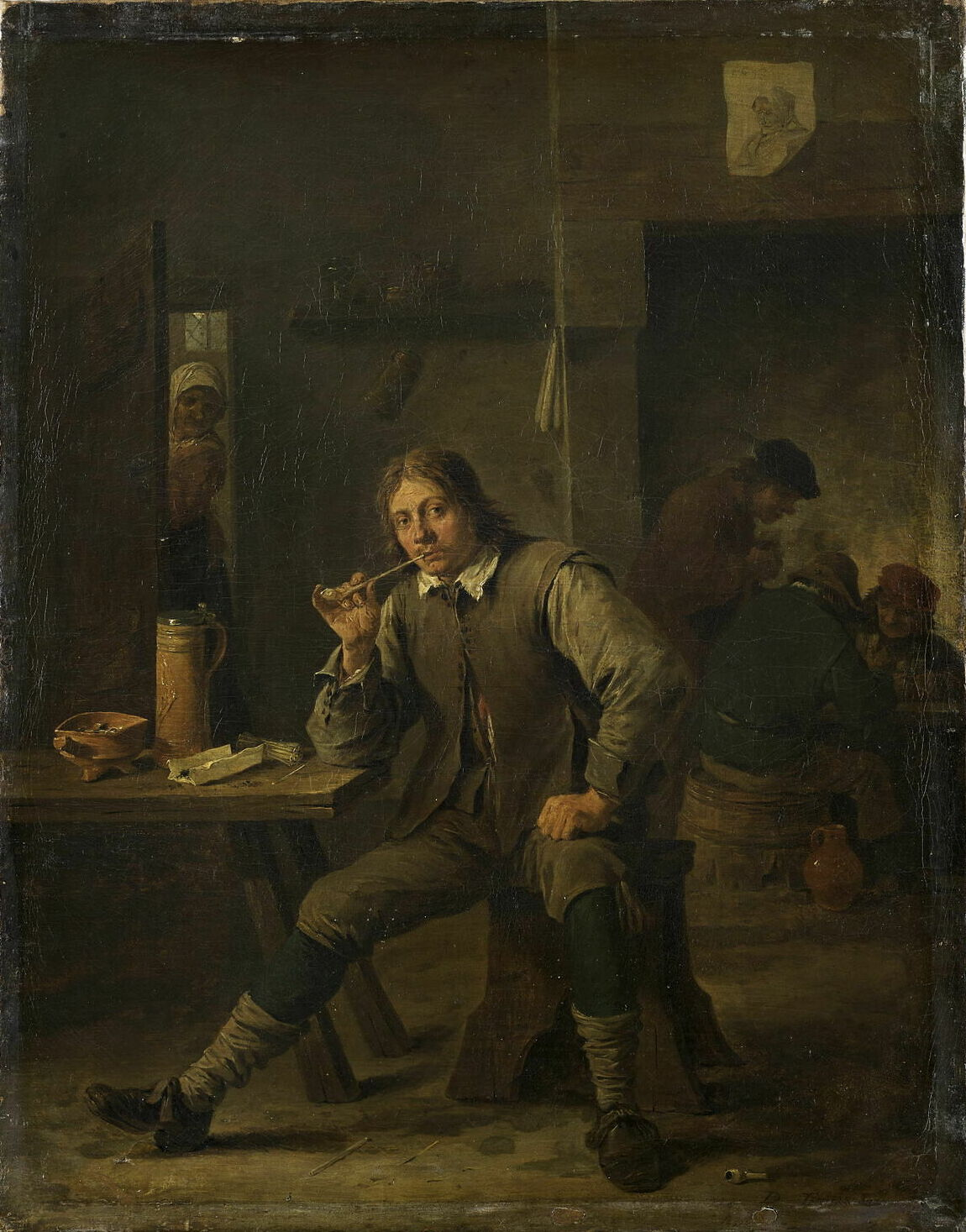
"Fumador recolzat a la taula" (1643), del pintor neerlandès David Teniers el Jove.
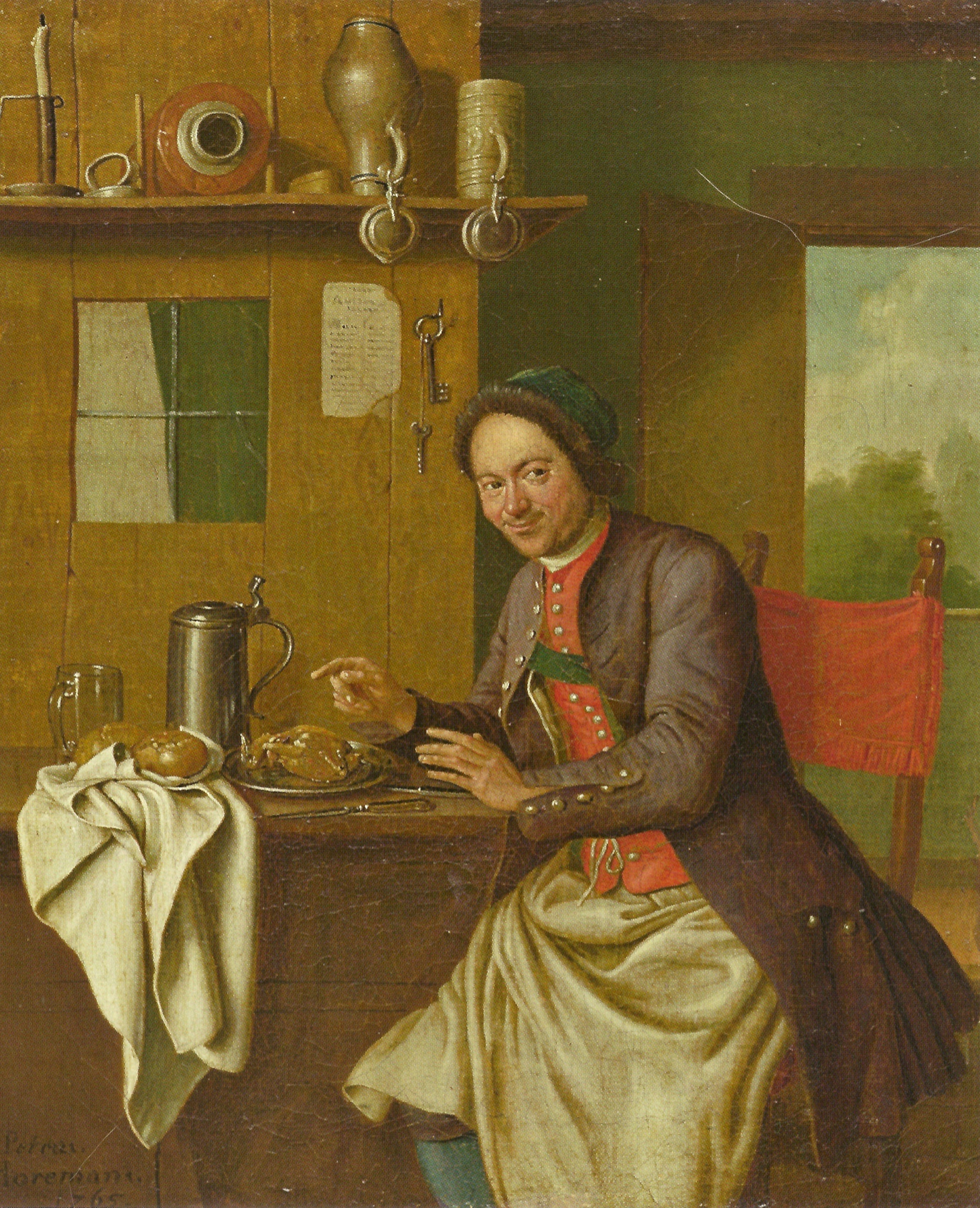
"Retrat d'un hostaler" (1665?), de Clara Peeters, pintora flamenca del segle xvii.
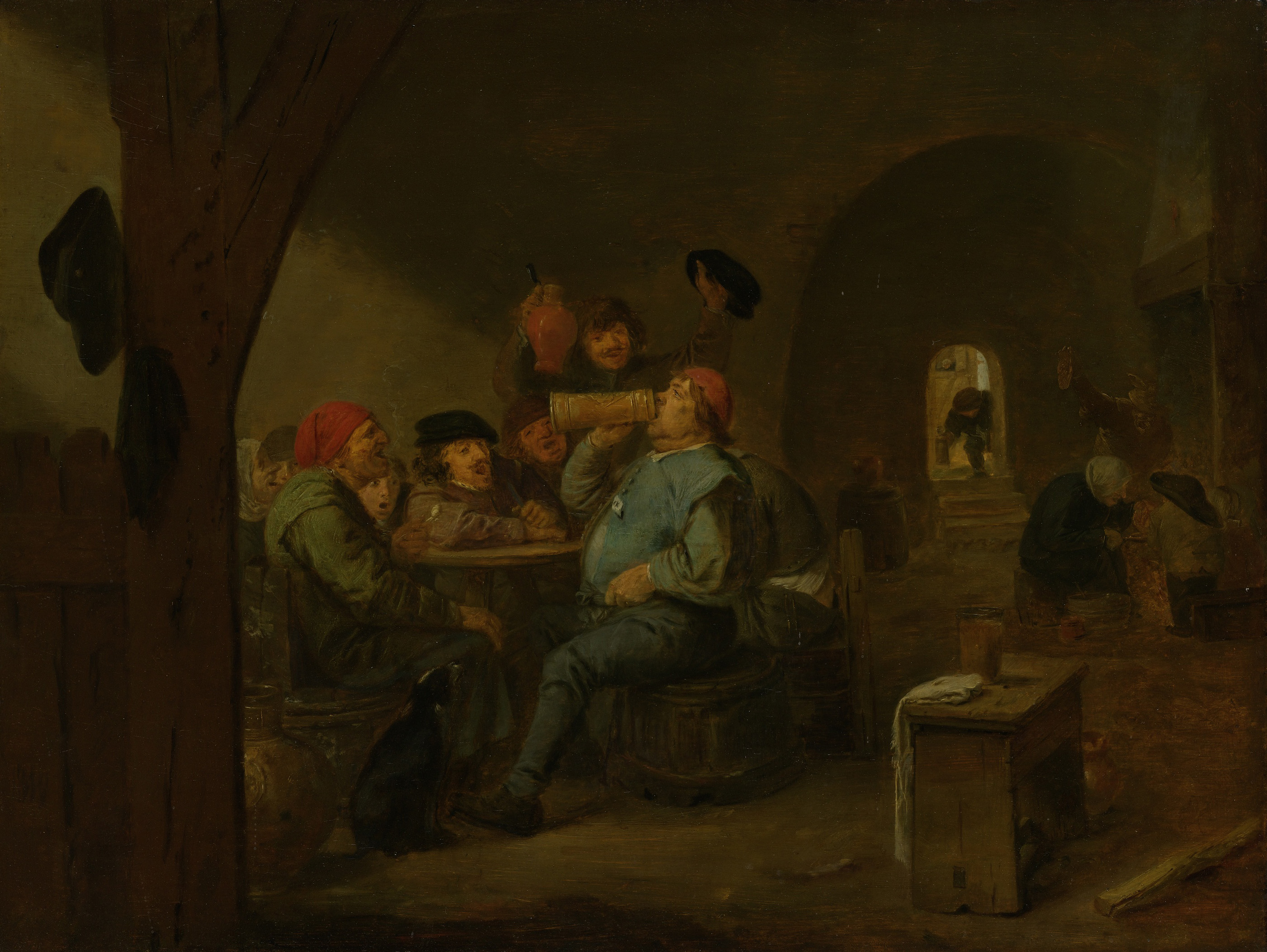
"De meesterdronk" ("El mestre del beure", o "El glop magistral"?), obra del segle xvii del pintor neerlandès Adriaen Brouwer.
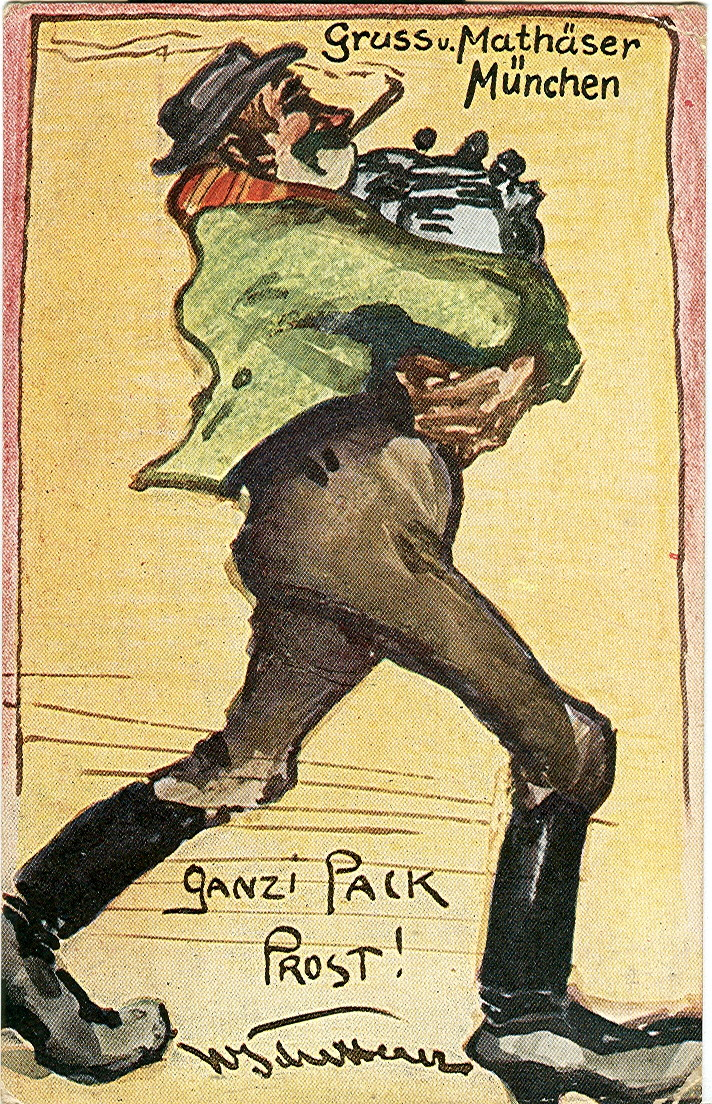
Tarja postal modernista bavaresa, del 1918: "Grüße vom Mathäser, München" ("Records des de la cerveseria Mathäser, a Múnic").
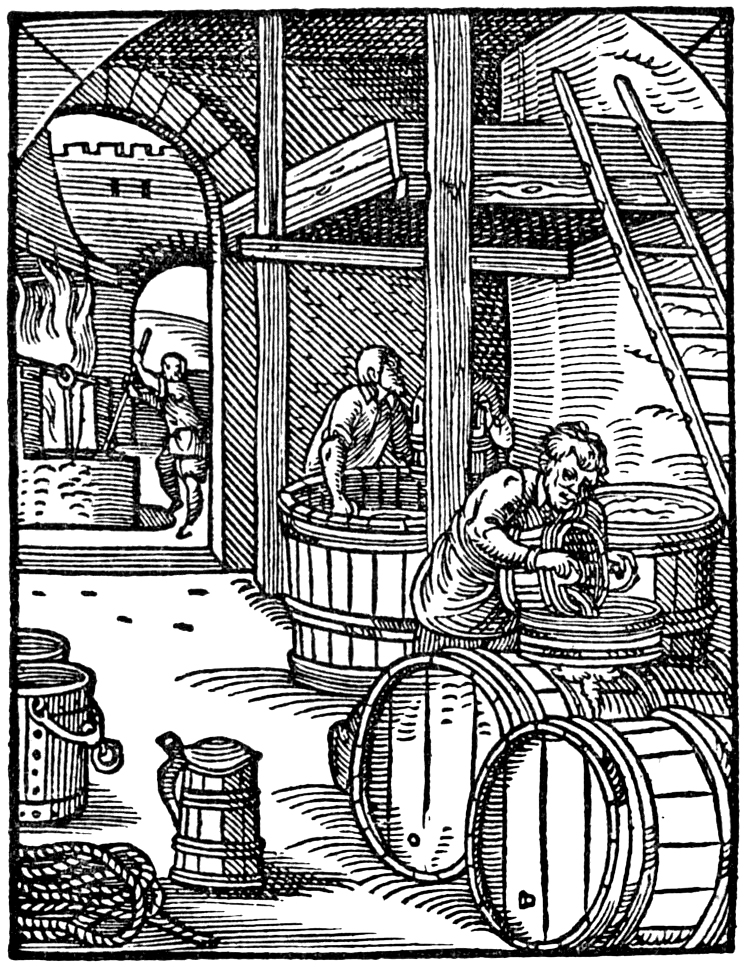
"El cerveser" (1568), xilografia de l'artista suís-alemany Jost Amman. Es veu una cerveseria amb bótes i, a primer pla, al centreesquerra, un enorme boc de fusta amb tapa.
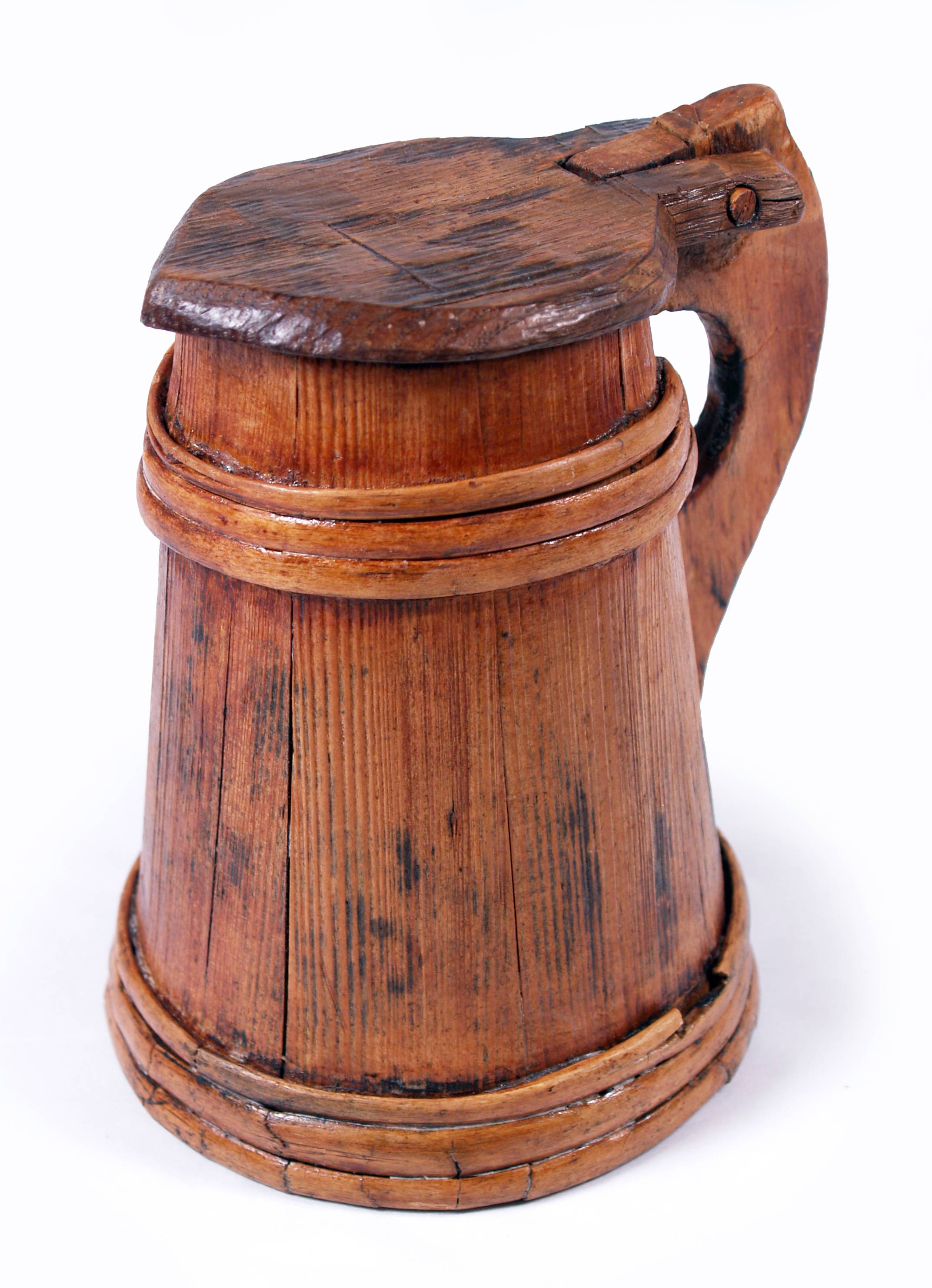
Un boc de fusta trobat a bord de la carraca anglesa Mary Rose, del segle xvi.
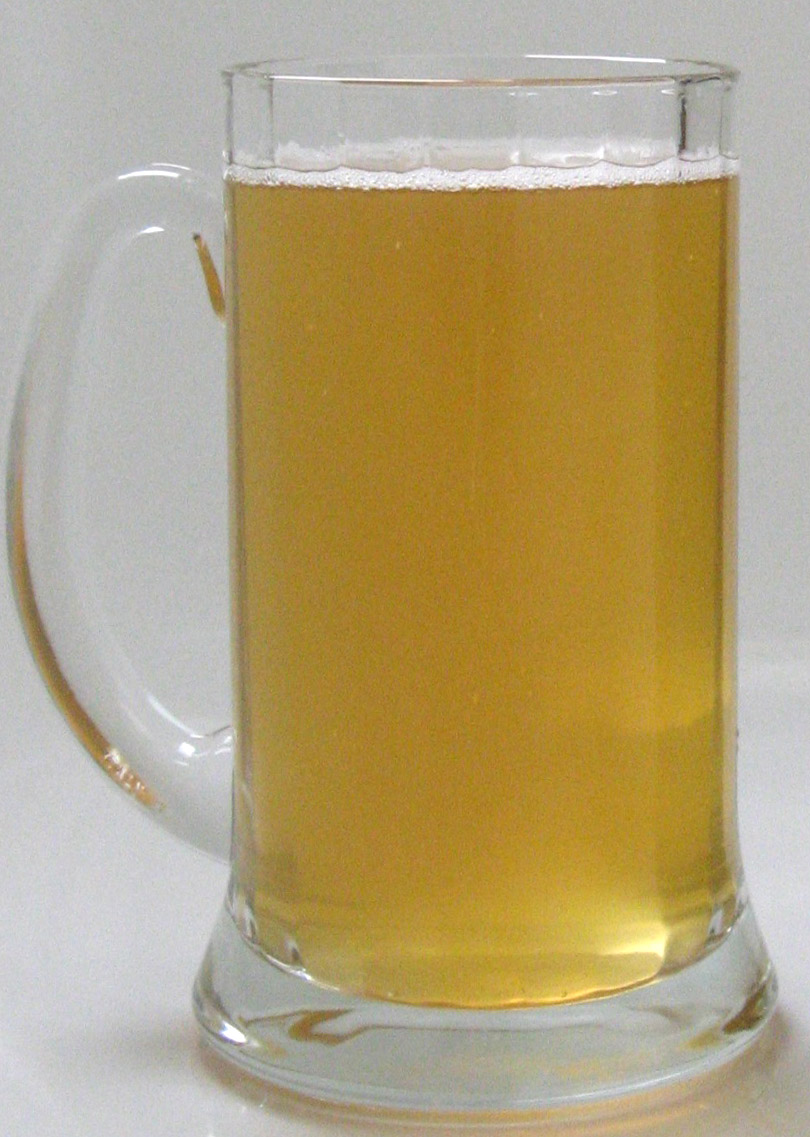
Un simple boc de vidre sense tapa, Alemanya, producció moderna.
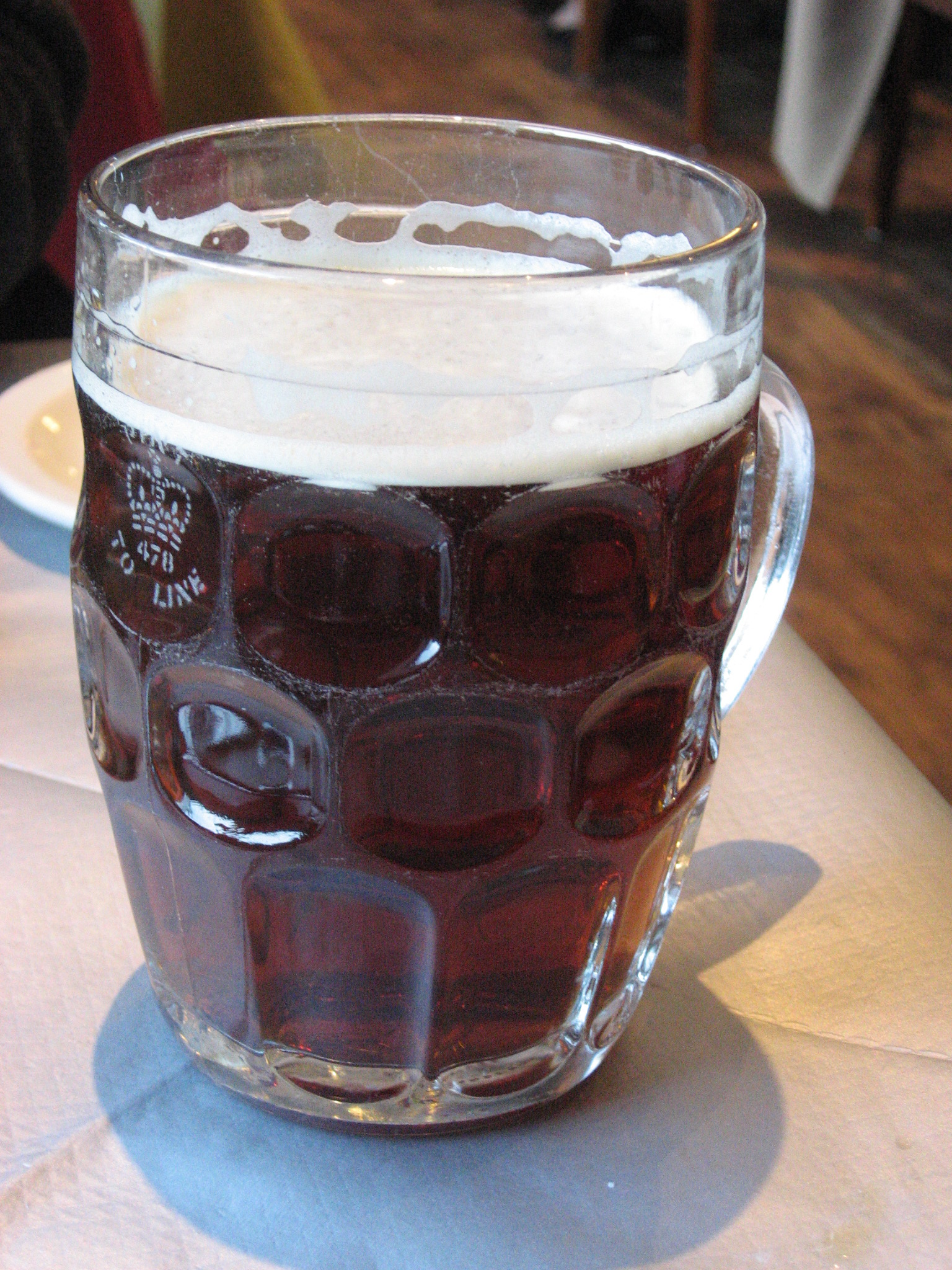
Típic boc de vidre britànic ("pint jug"), amb la marca oficial indicant la mesura exacta de volum d'una pinta.
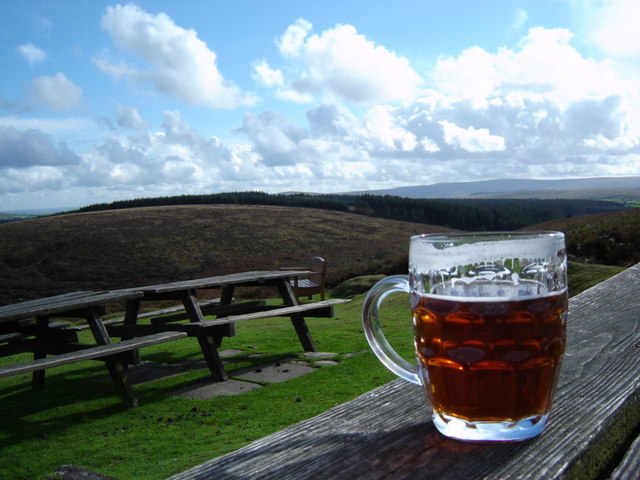
Un boc de vidre típic britànic en un Biergarten a Devon, al sud d'Anglaterra.
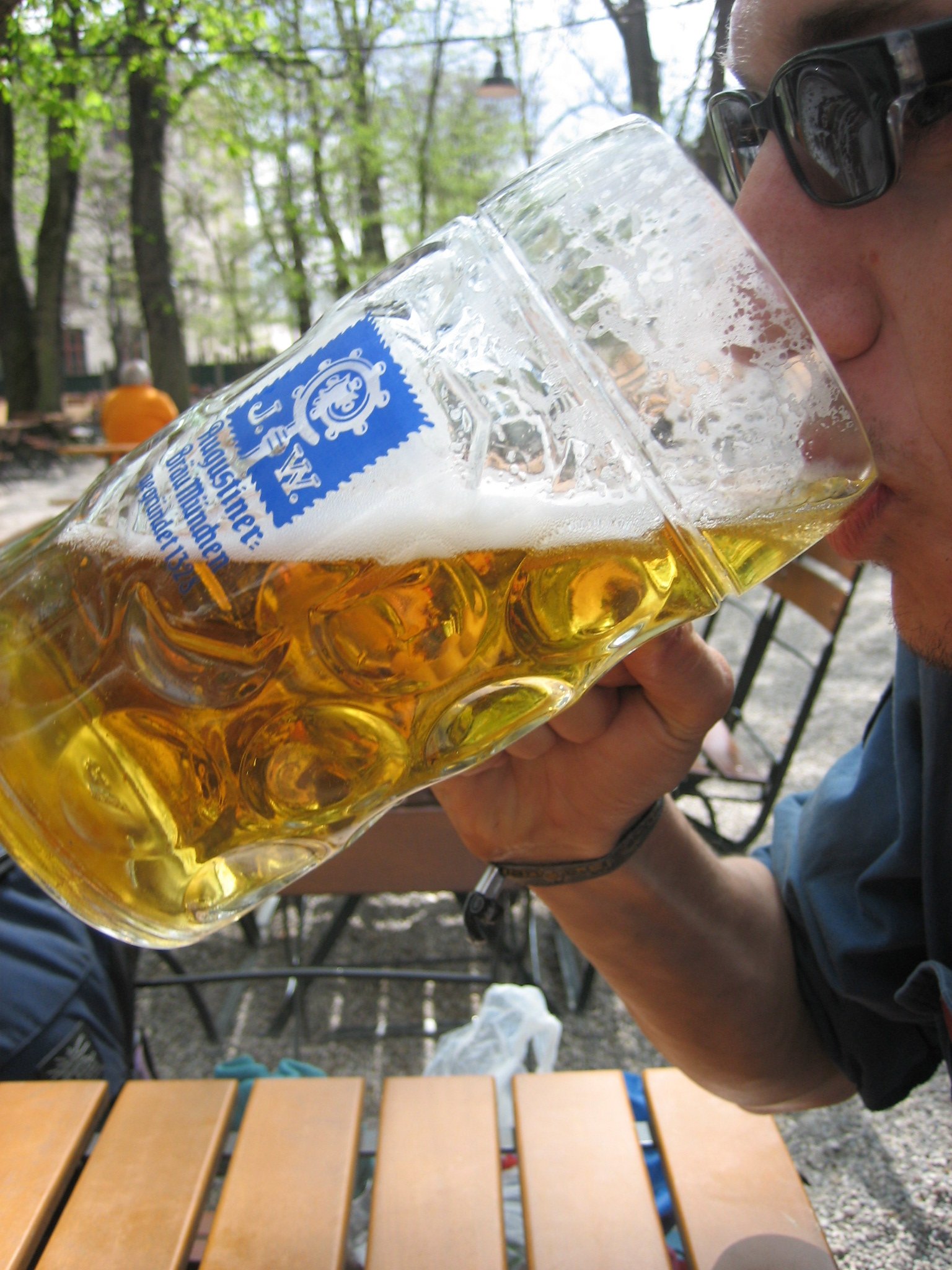
El típic Maßkrug (Masskrug) de Baviera, amb capacitat per a 1 litre. Aquest és d'un Biergarten a Múnic.
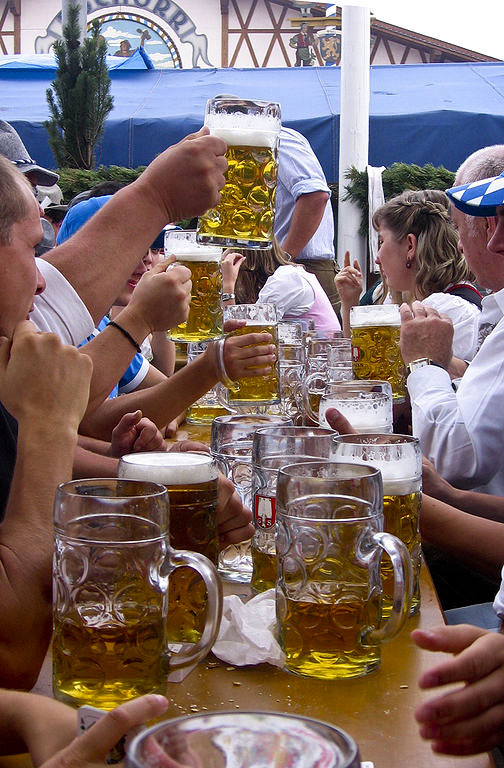
Bevedors a l'Oktoberfest usant el Maßkrug bavarès.

## Referències

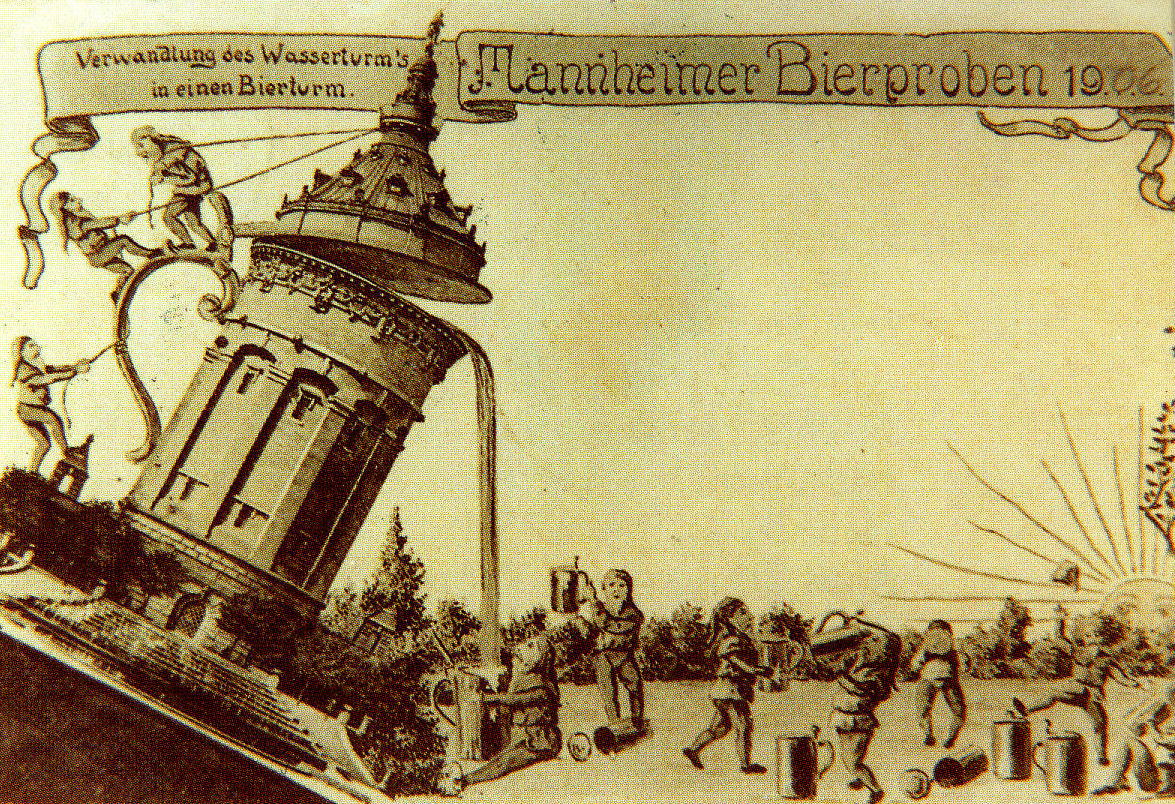
Dibuix humorístic del 1906 sobre la torre d'aigua de Mannheim. El text diu: "Transformació de la torre d'aigua en una torre de cervesa. Degustació de cerveses de Mannheim del 1906."